# Svartlösa härads valkrets
Svartlösa härads valkrets var i riksdagsvalet till andra kammaren 1908 en egen valkrets med ett mandat. Vid införandet av proportionellt valsystem i valet 1911 avskaffades valkretsen och uppgick i Stockholms läns södra valkrets.

## Riksdagsman
- Johan Wallin (1909-1911), s

## Valresultat

### 1908
| Andrakammarvalet i Sverige 1908: Svartlösa härads valkrets | Andrakammarvalet i Sverige 1908: Svartlösa härads valkrets | Andrakammarvalet i Sverige 1908: Svartlösa härads valkrets | Andrakammarvalet i Sverige 1908: Svartlösa härads valkrets | Andrakammarvalet i Sverige 1908: Svartlösa härads valkrets |
| Kandidat                                                   | Kandidat                                                   | Röster                                                     | Röster                                                     | Röster                                                     |
| Kandidat                                                   | Kandidat                                                   | Antal                                                      | %                                                          | +− %                                                       |
| ---------------------------------------------------------- | ---------------------------------------------------------- | ---------------------------------------------------------- | ---------------------------------------------------------- | ---------------------------------------------------------- |
|                                                            | Johan Wallin                                               | 865                                                        | 57,7                                                       |                                                            |
|                                                            | Edvard Wavrinsky                                           | 635                                                        | 42,3                                                       |                                                            |
| Antal giltiga röster                                       | Antal giltiga röster                                       | 1500                                                       |                                                            |                                                            |
| Kasserade röster                                           | Kasserade röster                                           | 67                                                         |                                                            |                                                            |
| Totalt                                                     | Totalt                                                     | 1567                                                       |                                                            |                                                            |